# Ментон (Техас)
Ментон (англ. Mentone) — невключённая община и статистически обособленная местность в США, расположенная в западной части штата Техас, административный центр округа Ловинг. По данным переписи за 2010 год число жителей составляло 19 человек, по оценке Бюро переписи США в 2016 году в городе проживал 31 человек.

## История
Первое поселение было основано в 1893 году группой первых жителей, образовавших округ Ловинг, и названо в честь французской Ментоны. Спустя три года город был заброшен, почтовое отделение закрыто, а округ был расформирован. В 1905 году был организован новый город, Хуанита, позже Портервилл. В 1925 году Джеймсом Уитом и Блейденом Рамси был распланировано новое поселение, неподалёку от обнаруженного ими нефтяного месторождения. Первоначально город назывался Рамси, но почтовая служба отклонила это название, и его пришлось переименовать в Ментон. В 1931 году вновь был создан округ Ловинг, и в городе появились первые поселенцы, также был открыт почтовый офис. Жители Портервилла переехали в новый город.
К июлю 1931 года в городе работало 5 кафе, 5 бензоколонок, две гостиницы, две аптеки, два зала отдыха, два парикмахера, зал для танцев, автомастерская и прачечная. В 1932 году начался выпуск газеты Mentone Monitor. Со временем численность населения в городе упала до рекордных уровней, по итогам переписи населения 1990 года в Ментоне проживало 50 человек, округ стал самым малонаселённым в США. В 2010 году звание самого маленького административного центра перешло к Ганн-Валли.
В Ментоне родилась первая женщина, ставшая шерифом округа, Эдна Рид Клейтон ДеВисс. ДеВисс заняла должность в 1945 году и смогла выиграть повторные выборы в 1947. Она никогда не носила с собой оружия и за весь срок произвела два ареста в малочисленном и спокойном округе.
В 2006 году Ментон оказался в центре новостей после того как Лоренс Пердарвис, Бобби Эмори и Дон Данкан попытались получить контроль над городом и округом в рамках проекта «Свободный город» (англ. The Free Town Project). Они планировали купить участки земли и перевезти в регион столько сторонников, сколько бы хватило, чтобы победить в выборах властей округа. Группой были выдвинуты лозунги, призывающие к освобождению города от «репрессивных законов» и разрешению действий, производимых взрослыми людьми по взаимному согласию и без жертв, а также запрету полиции тратить ресурсы на расследование или наказание за прогулы, торговлю наркотиками, проституцию, непристойное поведение, торговлю органами и другие преступления, в которых нет непосредственных жертв.
Несмотря на то, что Пендарвис, Эмори и Данкан утверждали, что они законно купили 51 гектар земли в округе Ловинг в 2005 году, и зарегистрировались для голосования, местный шериф Билли Берт Хоппер выяснил, что земля была продана другим людям. Всем троим были предъявлены обвинения, однако к тому моменту они уже покинули штат. Пендарвис предъявлял аннулированный чек, чтобы доказать, что сделка была подлинной, но никаких других документов о сделке обнаружено не было, а продавцы отрицали факт продажи земли Пендарвису. Впоследствии все трое были объявлены в розыск, и при возвращении на территорию округа им грозил арест. По состоянию на 2018 год сайт проекта работал и предлагал захватить подобным образом город Графтон в штате Нью-Гэмпшир.

## География
Ментон находится в южной части округа, его координаты: 31°42′27″ с. ш. 103°35′56″ з. д..
Согласно данным бюро переписи США, площадь города составляет около 0,4 км2, полностью занятых сушей.

### Климат
Согласно классификации климатов Кёппена, в Ментоне преобладает аридный климат жарких пустынь (Bwh).
| Показатель                    | Янв.  | Фев. | Март  | Апр. | Май  | Июнь | Июль | Авг. | Сен. | Окт. | Нояб. | Дек.  | Год   |
| ----------------------------- | ----- | ---- | ----- | ---- | ---- | ---- | ---- | ---- | ---- | ---- | ----- | ----- | ----- |
| Абсолютный максимум, °C       | 35,6  | 31,7 | 37,2  | 38,9 | 41,1 | 43,9 | 44,4 | 43,9 | 41,1 | 37,8 | 31,1  | 28,3  | 44,4  |
| Средний суточный максимум, °C | 16,4  | 17   | 22,7  | 27,9 | 33,3 | 36,3 | 37   | 36,1 | 32,6 | 27,3 | 21,4  | 14,9  | 26,9  |
| Средняя температура, °C       | 7,3   | 8,2  | 13,2  | 18,2 | 23,1 | 27,4 | 29,1 | 27,9 | 24,3 | 17,7 | 12,1  | 6,5   | 17,9  |
| Средний суточный минимум, °C  | −2,2  | −0,5 | 3,6   | 8,4  | 13,3 | 18,5 | 21,2 | 19,8 | 16   | 8,1  | 2,6   | −2,3  | 8,9   |
| Абсолютный минимум, °C        | −17,8 | −15  | −13,9 | −8,9 | −0,6 | 7,8  | 15,6 | 11,7 | 3,9  | −1,1 | −9,4  | −12,8 | −17,8 |
| Норма осадков, мм             | 12    | 14   | 2     | 8    | 41   | 27   | 35   | 126  | 50   | 21   | 1     | 2     | 339   |
| Источник: weatherbase.com     |       |      |       |      |      |      |      |      |      |      |       |       |       |

## Население
Согласно переписи населения 2010 года в городе проживало 19 человек, было 11 домохозяйств и 6 семей. Расовый состав города: 84,2 % — белые, 0 % — афроамериканцы, 5,3 % — коренные жители США, 0 % — азиаты, 0 % — жители Гавайев или Океании, 0 % — другие расы, 10,5 % — две и более расы. Число испаноязычных жителей любых рас составило 21,1 %.
Из 11 домохозяйств, в 9,1 % живут дети младше 18 лет. 36,4 % домохозяйств представляли собой совместно проживающие супружеские пары (0 % с детьми младше 18 лет), в 9,1 % домохозяйств женщины проживали без мужей, в 9,1 % домохозяйств мужчины проживали без жён, 45,5 % домохозяйств не являлись семьями. В 36,4 % домохозяйств проживал только один человек. Средний размер домохозяйства составлял 1,73 человека. Средний размер семьи — 2 человека.
Население города по возрастному диапазону распределилось следующим образом: 5,3 % — жители младше 20 лет, 10,6 % находятся в возрасте от 20 до 39, 63,2 % — от 40 до 64, 21,1 % — 65 лет и старше. Средний возраст составляет 55,3 года.
Согласно данным опросов пяти лет с 2012 по 2016 годы, медианный доход домохозяйства в Ментоне составляет 95 536 долларов США в год, медианный доход семьи — 93 750 долларов. Доход на душу населения в городе составляет 39 465 долларов. Около 29 % населения находятся за чертой бедности. В том числе 100 % старше 65 лет.

## Инфраструктура и транспорт
Основными автомагистралями, проходящими через Ментон, являются:
- автомагистраль 302 штата Техас идёт с востока от Кермита на запад до пересечению с автомагистралью 285 США неподалёку от Ментона.

Ближайшим аэропортом, выполняющим коммерческие рейсы, является Аэротерминал Каверн-сити в Карлсбаде, штат Нью-Мексико. Аэропорт находится примерно в 115 километрах к северо-западу от Ментона.

## Образование
Город обслуживается независимым школьным округом Уинк—Ловинг. 